# الاعترافات الجديدة (رواية)
الاعترافات الجديدة (بالإنجليزية: The New Confessions)‏ هي رواية للكاتب البريطاني ويليام بويد، نشرت عام 1987، عن دار نشر هاميش هاملتون.